# Campeonato Goiano 2007
In 2007 werd het 64ste Campeonato Goiano gespeeld voor voetbalclubs uit Braziliaanse staat Goiás. De competitie werd georganiseerd door de FGF en werd gespeeld van 14 januari tot 6 april. Atlético Goianiense werd kampioen.

## Eerste fase

### Groep A
| Plaats | Club                | Wed. | W  | G | V  | Saldo | Ptn. |
| ------ | ------------------- | ---- | -- | - | -- | ----- | ---- |
| 1.     | Atlético Goianiense | 17   | 10 | 4 | 3  | 40:19 | 34   |
| 2.     | Goiás               | 17   | 9  | 3 | 5  | 33:18 | 30   |
| 3.     | Trindade            | 17   | 4  | 5 | 8  | 20:28 | 17   |
| 4.     | Anapolina           | 17   | 4  | 5 | 8  | 17:30 | 17   |
| 5.     | Jataiense           | 17   | 4  | 3 | 10 | 21:30 | 15   |
| 6.     | Rioverdense         | 17   | 4  | 1 | 12 | 15:37 | 13   |

|  | Geplaatst voor tweede fase |
|  | Degradatie                 |

### Groep B
| Plaats | Club      | Wed. | W  | G | V | Saldo | Ptn. |
| ------ | --------- | ---- | -- | - | - | ----- | ---- |
| 1.     | Vila Nova | 17   | 11 | 3 | 3 | 38:18 | 36   |
| 2.     | Itumbiara | 17   | 10 | 2 | 5 | 25:22 | 32   |
| 3.     | CRAC      | 17   | 9  | 5 | 3 | 31:23 | 32   |
| 4.     | Mineiros  | 17   | 7  | 2 | 7 | 31:30 | 23   |
| 5.     | Canedense | 17   | 5  | 6 | 6 | 27:33 | 21   |
| 6.     | Goiânia   | 17   | 2  | 7 | 8 | 19:31 | 13   |

|  | Geplaatst voor tweede fase |
|  | Degradatie                 |

## Tweede fase
|  | Halve finale        | Halve finale | Halve finale |   |                     | Finale | Finale | Finale |
|  |                     |              |              |   |                     |        |        |        |
|  | Itumbiara           | 1            | 3            |   |                     |        |        |        |
|  | Atlético Goianiense | 3            | 2            |   |                     |        |        |        |
|  | Atlético Goianiense | 3            | 2            |   | Atlético Goianiense | 2      | 2      |        |
|  |                     |              |              |   | Atlético Goianiense | 2      | 2      |        |
|  |                     | Goiás        | 2            | 1 |                     |        |        |        |
|  | Goiás               | Goiás        | 2            | 1 | 2                   | 1      |        |        |
|  | Goiás               |              |              |   | 2                   | 1      |        |        |
|  | Vila Nova           | 1            | 1            |   |                     |        |        |        |

### Kampioen
| Campeonato Goiano de 2007                |
| Goiás                                    |
| ---------------------------------------- |
| ATLÉTICO GOIANIENSE Kampioen (10° titel) |